# 애니팡
《애니팡》(영어: Anipang)은 위메이드플레이가 만든 싸이월드 앱스토어와 네이버 소셜앱스를 기반으로 한 플래시 게임이자 카카오톡을 기반으로 한 모바일 퍼즐 게임이다. 사용자간끼리 점수 경쟁을 할 수 있는 시스템으로 이루어진 소셜 네트워크 게임이다. 2009년 9월에 싸이월드 앱스토어에 출시되었다. 2012년 7월 30일 안드로이드 버전으로 출시되었으며, 9월 11일에는 앱스토어에도 출시되었다. 2012년 10월 11일, 서비스 시작 74일만에 다운로드 건수 2,000만을 돌파하였다. 국내 사용자만으로 다운로드 수 2,000만을 넘긴 게임은 애니팡이 처음이다. 국내 스마트폰 가입자 수를 감안할 때 스마트폰 이용자 세 명 중 두 명이 애니팡을 다운로드받았다는 분석이 있었다. 게임의 인기로 카카오톡 측은 게임사업 분야 공개채용에 애니팡 20만점 이상이라는 자사 시스템을 기반으로 한 게임 고득점자를 우대한다는 조건을 내걸기도 했다.

## 게임 방식
제한 시간 1분 동안 같은 동물 세 마리 이상을 가로, 세로로 맞춰 없애는 게임이다. 일정한 게이지가 차면 폭탄이 설치되며 폭탄을 누르면 그 폭탄이 설치된 가로, 세로의 모든 동물이 터진다. 같은 줄에 있는 4마리를 동시에 맞춰 터뜨리면 반짝이면서 웃는 모습의 동물이 나오고, 이 동물은 터질 때 주위 동물을 같이 터뜨린다. 또한 5마리를 동시에 맞춰 터뜨리게 되면 랜덤팡이 설치되며, 이 랜덤팡은 한 종류의 동물들이 모두 터진다. 게임을 하기 위해서는 하트가 필요하며 8분에 1개씩 하트가 새로 주어지며, 최대 5개까지 채워지지만 돈을 주고 구입할 수도 있으며 카카오톡을 통해 친구를 초대하거나 애니팡을 이용하는 다른 유저에게서 선물받을 수 있다.

### 아이템
- 돋보기 (Reading Glasses) : 터뜨릴 수 있는 동물들의 위치를 빠르게 알려주며, 게임 시작 시 특수동물이 배치된다. (180코인, 폭탄을 50개 터뜨리면 생긴다.)
- 긴급폭탄 (Emergency Bomb) : 사용시 +자 형으로 폭발하며, 게임 당 한 번씩만 사용할 수 있다. (200코인, 폭탄을 100개 터뜨리면 생긴다.)
- 시간보너스 (Time Bonus) : 시계모양이 달린 동물을 터트릴 시 게임 시간이 5초 늘어난다. 해당 동물은 게임당 3번 등장한다. (270코인,폭탄을 200개 터뜨리면 생긴다.)
- 이지콤보 (Easy Combo) : 콤보 연결 시간이 33% 늘어나면서 쉬워진다. (530코인, 폭탄을 300개 터뜨리면 생긴다.)
- 황금폭탄 (Golden Bomb) : 폭탄을 황금으로 바꾸며 한 번 눌러 아랫줄을 없애면 별폭탄으로 변한다. 별폭탄은 한 번 더 눌러 윗줄을 없앨 수 있다. (590코인, 애니팡 사천성을 설치하면 생긴다.)
- 슈퍼핑키 (Super Pinky) : 핑키(돼지)가 망토를 쓰고 나온다. 라스트팡때 딸기를 15개 터트려 추가 점수를 준다. (700코인, 애니팡 사천성을 10번 플레이하면 생긴다.)
- 서퍼블루 (Suffer Blue) : 블루(강아지)를 터뜨리면 고득점을 쉽게 노릴 수 있다.
- 체인지팡 (Change Pang) : 게임중에 3번씩 등장한다. 어떤 종류의 동물을 드래그 했을 때 특수동물로 가득 차 터지면서  고득점을 노릴 수 있는 것이 장점이다. 라스트팡때 스스로 특수동물이 바뀌어 터지면서 추가 점수를 준다.
- 히든팡 (Hidden Pang) : 게임 시작 전에 일곱 마리의 동물 중 한 종류의 동물들이 터져 점수가 생긴다.
- 스마일팡 (Smile Pang) : 게임 시작 전에 스마일 팩트가 일곱 마리의 동물 중 한 마리만 특수동물로 바뀐다. 라스트팡때 특수동물들이 스스로 터지면서 점수를 얻는다.
- 트리플마오(Triple Mao) : "상하이 애니팡"에 등장하는 캐릭터 마오가 나온다. 마오블럭을 맞히면 줄이 한방에 없어진다.

## 인기 요인
애니팡의 인기 요인으로는 자투리 시간에 이용하기 좋은 1분이라는 짧은 게임 시간, 카카오톡을 통한 지인과의 점수 경쟁 시스템, 서로를 초대하거나 하트 아이템의 주고받기를 통한 이용자간의 소통 등이 꼽히고 있다. 월스트리트저널은 한국인이 애니팡에 강박에 가까운 집착을 보인다고 보도하면서 인기 요인으로 한국인이 대부분 이용하는 소셜 메신저 카카오톡을 기반으로 한 점, 하트 시스템을 통한 이용자 유인, 7일에 한 번씩 최고 점수가 사라지고 초기화되는 점 등을 꼽았다.

## 각종 논란 및 영향
- 동물사랑실천협회가 세종문화회관 앞에서 캠페인을 벌이면서 '왜 하필 애니팡이죠?', '당신의 탭 한번으로 저는 사라집니다' 등의 문구가 적힌 피켓을 사용해 논란이 있었다.[6] 동물사랑실천협회 측은 "동물 사랑에 도움이 되는 게임이 만들어지기를 바랐을 뿐, 애니팡이 동물 학대 게임이라고 주장한 적은 없다"고 해명했다.[7]
- 게임에 필요한 하트 아이템을 돈을 주고 구입하지 않아도 다른 이용자에게서 받을 수 있기 때문에 일선 학교에서 친구를 위협해 하트를 받아내는 '하트 셔틀' 현상이 일기도 했으며,[3] 직장 상사나 거래처 직원에 대한 관리 차원에서 하트를 선물하는 등 오프라인에서의 관계가 게임에서도 통용되는 데 대한 피로감을 호소하는 의견도 있었다[3] 월스트리트저널은 하트 시스템이 한국의 위계적인 조직 문화와 결합해 직장 및 학교에서 갈등을 발생시킨다고 지적했다.[8] 또한 평소에 연락이 뜸했거나 소식이 끊겼던 상대와 무작위로 하트를 주고받는 과정에서 이성 친구 및 동료와 연결이 되어 부부간의 갈등을 유발한다는 의견도 있었을 정도다[9]
- 애니팡의 성공으로 캔디팡, 보석팡 등 비슷한 이름의 게임들이 잇달아 출시되었다.

## 같이 보기
- 애니팡 사천성